# Provincia de Córdoba (España)
Córdoba es una provincia del sur de España, en la parte norte-central de la comunidad autónoma de Andalucía. Limita con las provincias de Sevilla, Badajoz, Málaga, Ciudad Real, Jaén, y Granada. Su capital es Córdoba.
Su área es 13 771 km². Su población es de 774 313 habitantes (2024). Más del 40 % vive en la capital, y su densidad demográfica es de 56,23 hab/km².
En la provincia destacan municipios con gran presencia comercial y empresarial como Lucena, Puente Genil, Baena, Cabra, Priego, La Rambla, Pozoblanco o Montilla. 
La provincia posee municipios de Interés turístico como Rute, Zuheros e Iznájar. También destacan los conjuntos monumentales de Priego de Córdoba, Montoro, Puente Genil, Aguilar de la Frontera, Cabra, Dos Torres o Fuenteobejuna. 
Posee varias Denominaciones de Origen protegidas, destacando su aceite de oliva ( segunda productora mundial) como las de Lucena, Priego, Montoro y Baena. La D.O. de los jamones ibéricos de los Pedroches y la D.O. del marco vinícola y vinagres Montilla/Moriles, así como la D.O. de carne de membrillo de Puente Genil
La Provincia cordobesa destaca también por un gran número de castillos y fortalezas, entre los que destacan el Castillo de Belalcázar, el Castillo de Almodóvar del Río, el castillo de Montemayor, el Castillo de Espejo, el de Luque, el de Lucena, Montilla, Priego, Castro, Carcabuey, Cabra, Monturque, Castillo Anzur de Puente Genil, etc. 

## Historia

Reino de Córdoba en 1590 según los votos en las Cortes de Castilla

El Real Decreto de 30 de noviembre de 1833 creó la provincia de Córdoba, que se formó uniendo las localidades del Reino de Córdoba y los siguientes lugares de Extremadura: Belalcázar, Fuente la Lancha, Hinojosa del Duque y Villanueva del Duque. Sin embargo Chillón y su aldea de Guadalmez, lugares pertenecientes al reino, pasaron a formar parte de la provincia de Ciudad Real. Asimismo la nueva provincia incorporó dos enclaves del Reino de Jaén que existían en el reino de Córdoba: Belmez (que incluía Peñarroya-Pueblonuevo, segregada en 1886) y Villafranca de Córdoba. Actualmente la provincia está compuesta por los municipios que pueden verse en el anexo Municipios de la provincia de Córdoba.

## Geografía

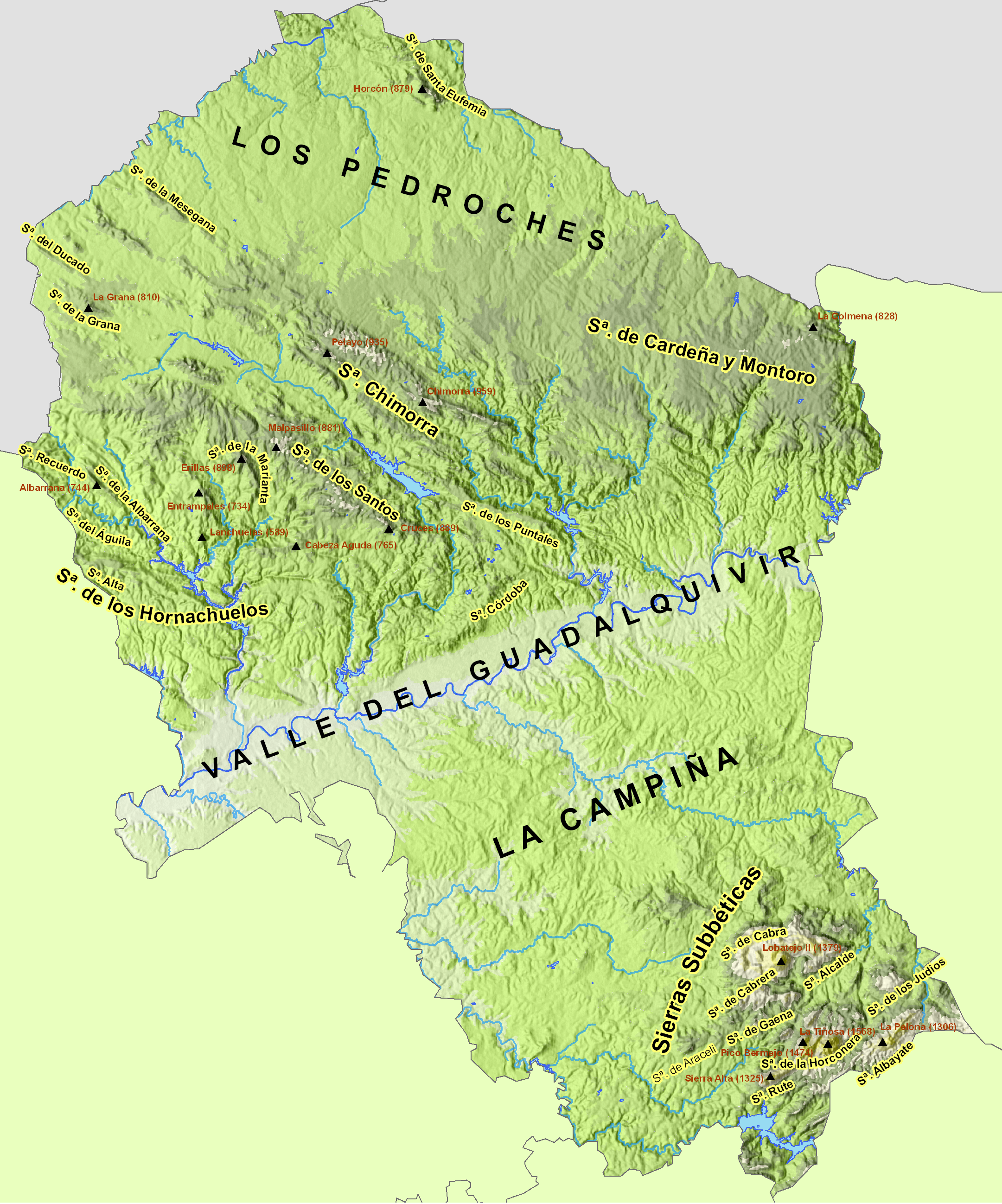
Relieve de la provincia

La provincia se divide principalmente en tres zonas geográficas: Sierra Morena al norte, el
valle del Guadalquivir en el centro y las Sierras Subbéticas al sur.

### Clima
El clima es mediterráneo continentalizado con unas temperaturas que en la capital oscilan entre los 9,2 °C de enero y los 27,2 °C de julio y agosto, con máximas que con relativa frecuencia superan los 40 °C. La amplitud térmica es muy frecuente, sobre todo en verano con diferencia de 20 °C entre el día y la noche. Las precipitaciones en la provincia varían entre 400 a 600 mm al año, concentrándose principalmente de octubre a abril.

### Contaminación
Según Ecologistas en Acción, alrededor de una población de 330 000 personas han respirado aire con niveles de sustancias contaminantes por encima de lo establecido. Esto afectaría a los habitantes de la zona de Córdoba capital y la central térmica de Puente Nuevo. Esta
última fue desabastecida el 30 de junio de 2020 en su apuesta por las energías renovables.

### Espacios naturales protegidos

#### Parques naturales
La provincia cuenta con tres parques naturales:
- Parque natural Sierra de Cardeña y Montoro con 38 449 hectáreas protegidas en los municipios de Cardeña y Montoro[7]
- Sierra de Hornachuelos con 60 032 hectáreas protegidas en los municipios de Almodóvar del Río, Córdoba, Hornachuelos, Posadas y Villaviciosa de Córdoba[8]
- Parque natural de las Sierras Subbéticas con 32 056 hectáreas protegidas en los municipios de Cabra, Carcabuey, Doña Mencia, Iznájar, Luque, Priego de Córdoba, Rute y Zuheros[9]

#### Parques periurbanos
- Parque periurbano Fuente Agria en Villafranca de Córdoba[10]
- Parque periurbano Fuente La Zarza en Hinojosa del Duque[11]
- Parque periurbano La Sierrezuela en Posadas[12]
- Parque periurbano Los Cabezos en Palma del Río[13]
- Parque periurbano Los Villares en Córdoba[14]

#### Parajes
- Embalse de Malpasillo
- Embalse de la Cordobilla

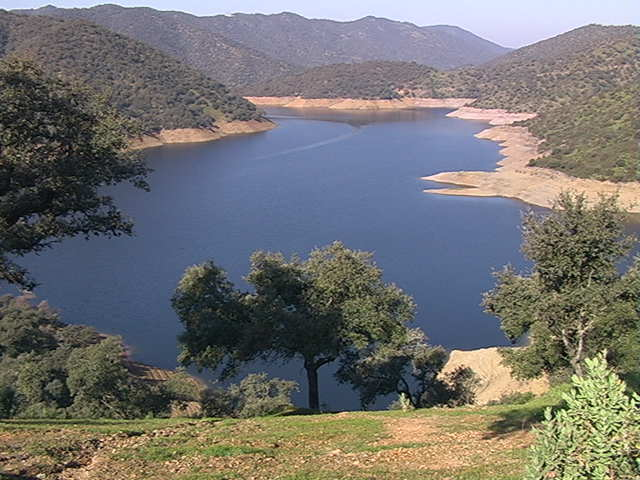
Embalse del Bembézar

- Embalse de San Rafael de Navallana
- Embalse de Sierra Boyera
- Embalse de Puente Nuevo
- Embalse de Guadalmellato
- Embalse de San Pedro
- Laguna de Tíscar
- Embalse de la Breña
- Embalse de Hornachuelos
- Embalse de Bembézar
- Embalse de Iznájar
- Embalse de Yeguas
- Embalse de Guadanuño
- Embalse de la Encantada
- Embalse de Martín Gonzalo
- Embalse del Carpio
- Embalse de Vadomojón

#### Monumentos naturales y fenómenos geológicos
- Sotos de la Albolafia
- Cueva de los Murciélagos
- Cueva y Sima del Ángel
- La Sima de Cabra

- Cueva del Yeso (Baena)
- Grieta de Benamejí

#### Reservas naturales
- Laguna Amarga
- Laguna de los Jarales
- Laguna de Tíscar
- Laguna de Zóñar
- Laguna del Conde o Salobral
- Laguna del Rincón
- Laguna del Donadio

## Población
La provincia de Córdoba es la 11.ª de España en que existe un mayor porcentaje de habitantes concentrados en su capital (41,71 %, frente a 31,96 % del conjunto de España). En 2012 la provincia alcanzó su máximo histórico de población, con 802 719 habitantes. Desde entonces ha ido disminuyendo considerablemente, perdiendo en una década más de 20 000 residentes. Entre las causas se observa el envejecimiento de la población, una baja tasa de crecimiento de natalidad y un exilio paulatino de jóvenes en busca de empleo, a otras zonas de España o de la UE. Tras la pandemia de COVID-19, la situación no mejora y la provincia de Córdoba se convierte, junto a la provincia de Jaén, en las únicas provincias andaluzas que continúan perdiendo población, registrando un número de habitantes inferior al del comienzo de la pandemia.
De acuerdo al padrón municipal del INE los veinte municipios más poblados de la provincia en 2023 fueron:

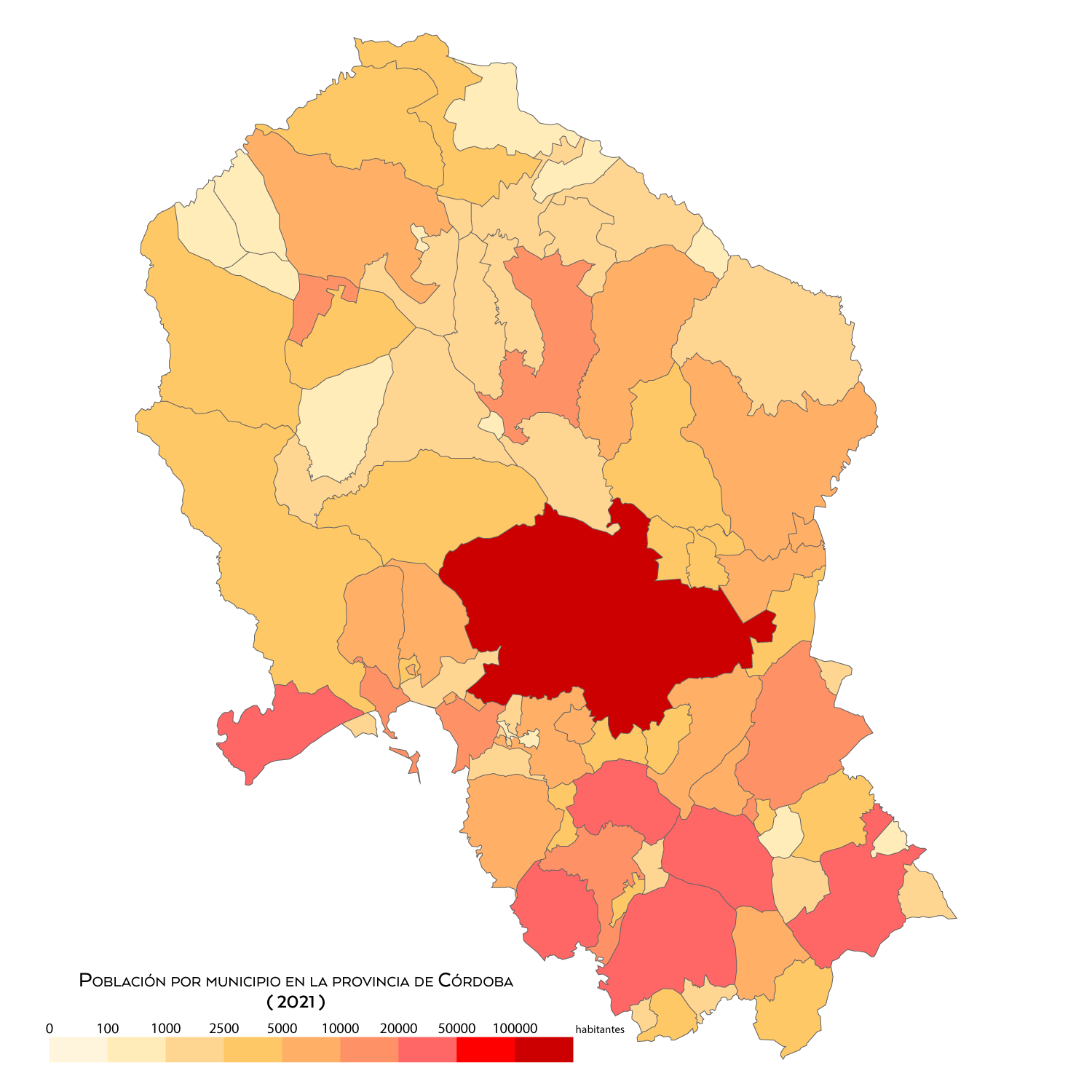
Población por municipio
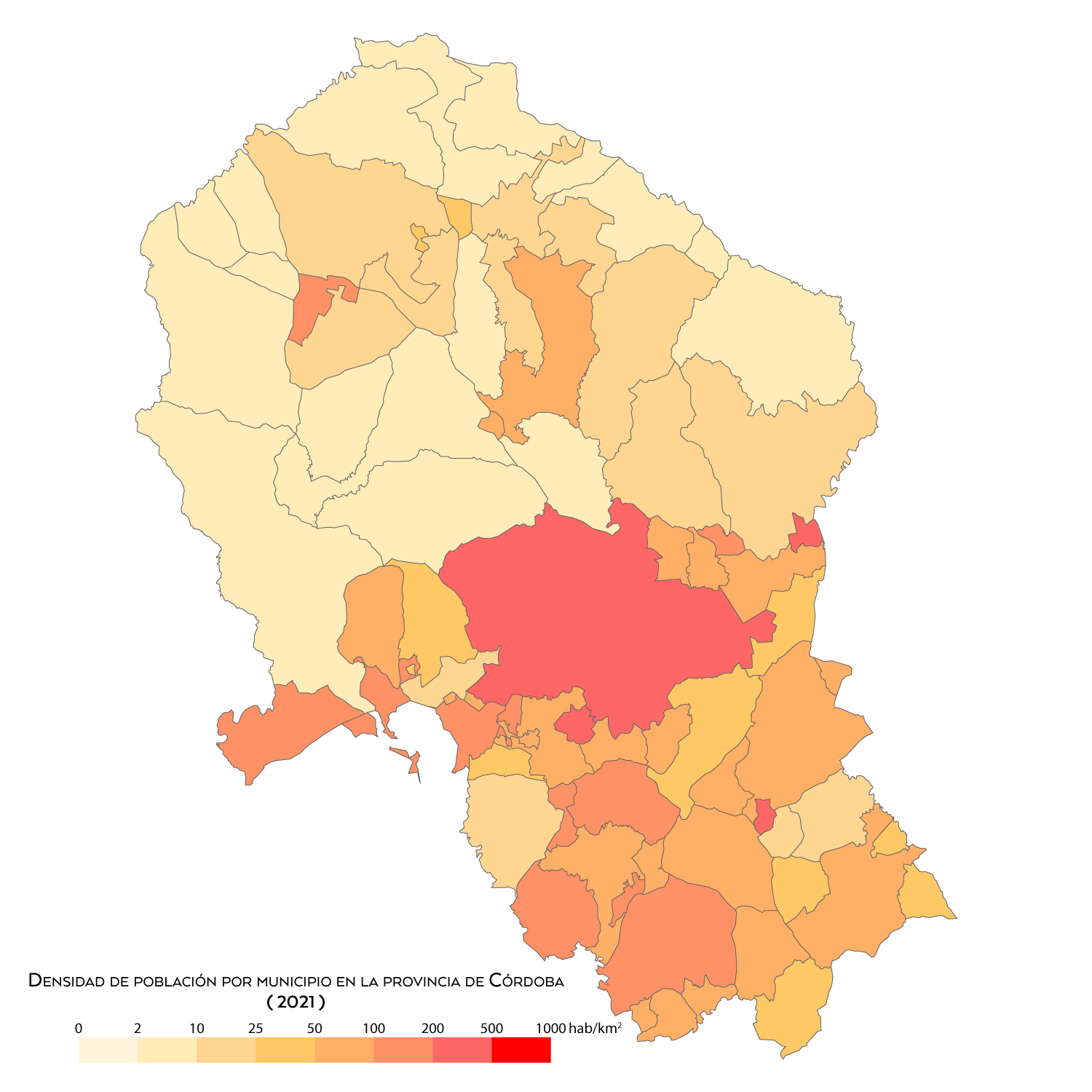
Densidad de población por municipio
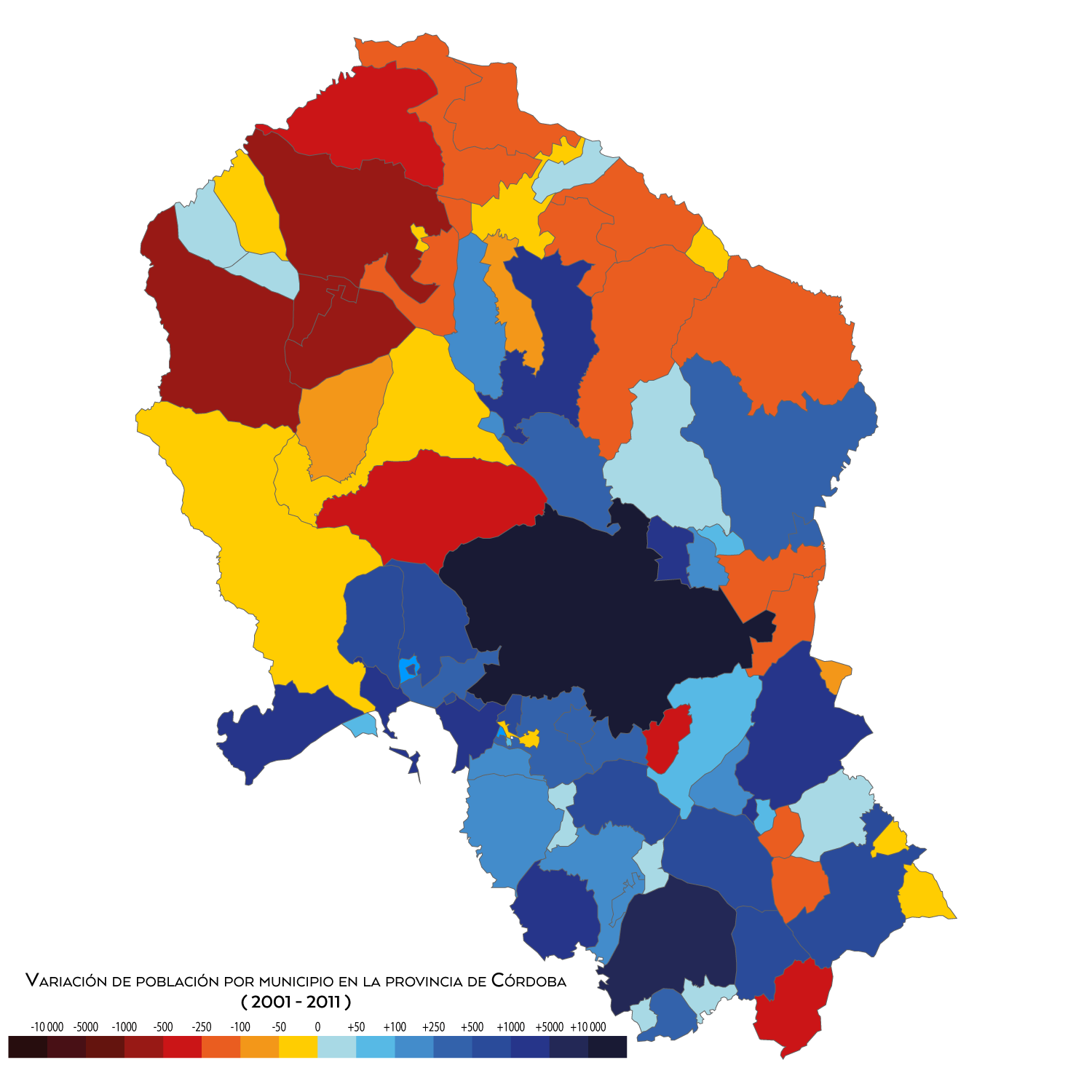
Variación de la población entre 2001 y 2011
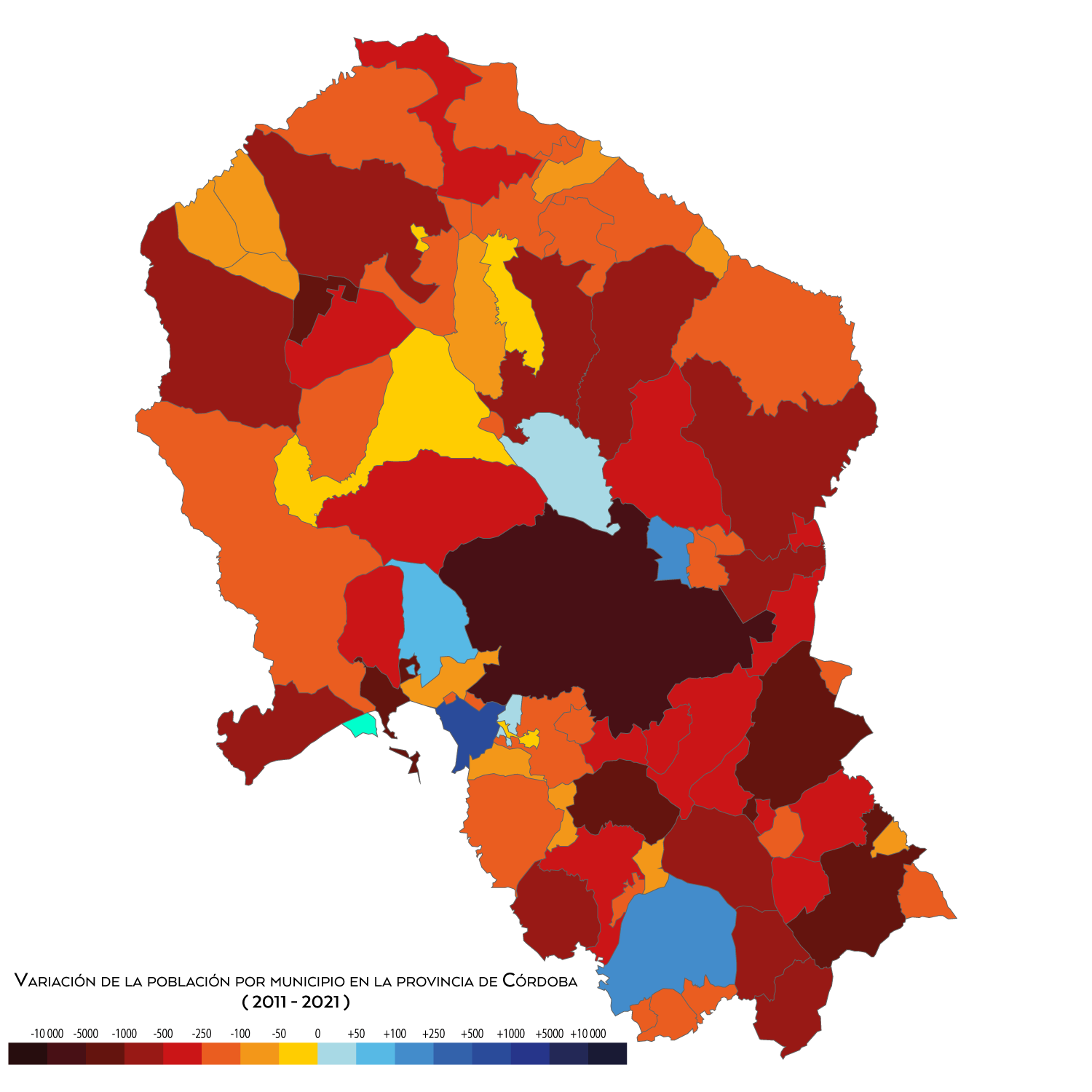
Variación de la población entre 2011 y 2021

### Inmigración

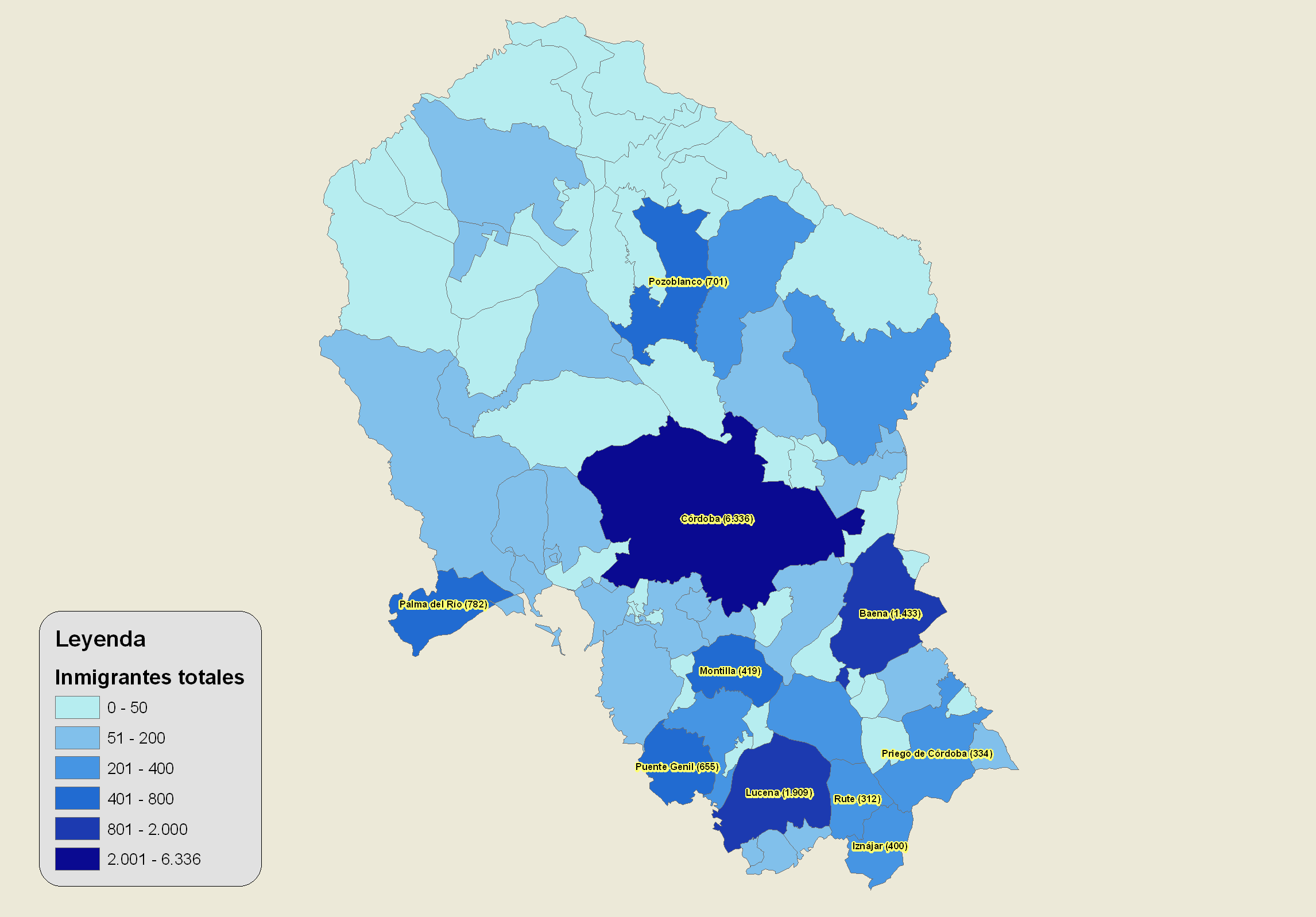
Mapa municipal de inmigrantes en la provincia de Córdoba en 2007

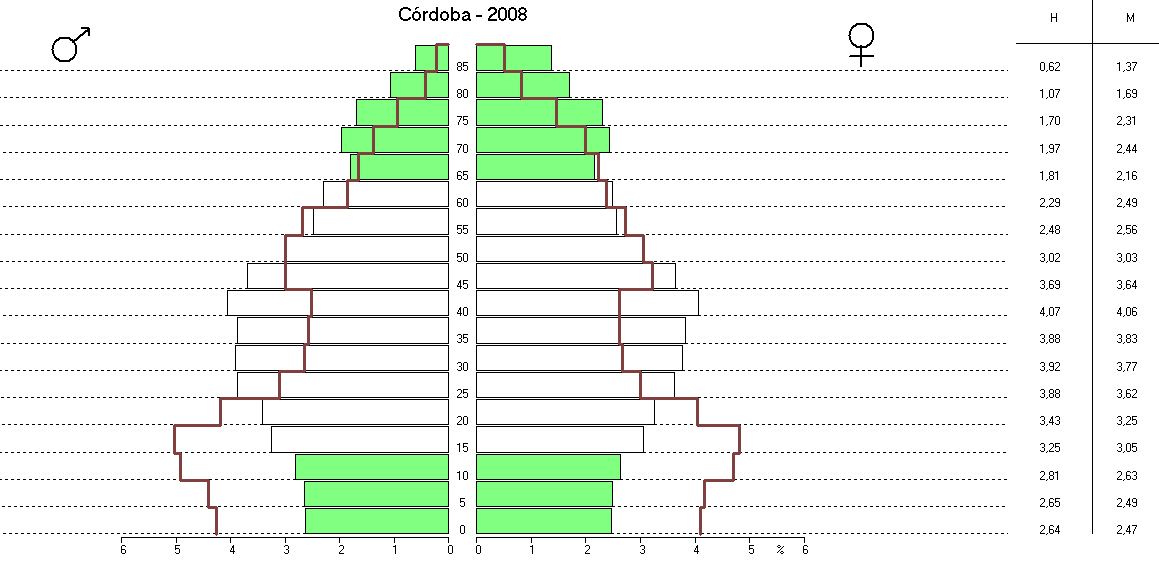
Pirámide de población de la provincia de Córdoba en 2008, comparada con 1981 (en rojo).

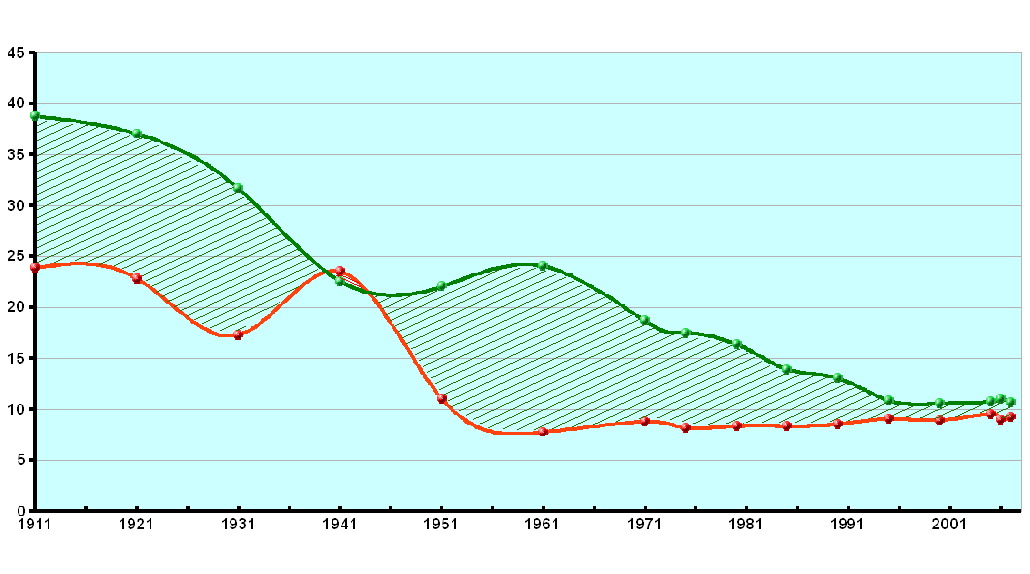
Evolución del crecimiento vegetativo (natalidad - mortalidad) en ‰ en la provincia de Córdoba

| País/Zona     | Hombres | Mujeres | Total | % Total Ext. | % Total And. | % Pob. |
| ------------- | ------- | ------- | ----- | ------------ | ------------ | ------ |
| Alemania      | 94      | 83      | 177   | 0,82%        | 0,73%        | 0,02%  |
| Bulgaria      | 184     | 128     | 312   | 1,44%        | 3,04%        | 0,04%  |
| Francia       | 170     | 178     | 348   | 1,61%        | 2,53%        | 0,04%  |
| Italia        | 218     | 129     | 347   | 1,60%        | 2,01%        | 0,04%  |
| Reino Unido   | 463     | 459     | 922   | 4,26%        | 0,93%        | 0,12%  |
| Rumania       | 3937    | 2870    | 6807  | 31,44%       | 8,60%        | 0,85%  |
| Unión Europea | 5413    | 4161    | 9574  | 44,22%       | 3,11%        | 1,20%  |
| Rusia         | 58      | 117     | 175   | 0,81%        | 2,02%        | 0,02%  |
| Ucrania       | 197     | 194     | 391   | 1,81%        | 3,75%        | 0,05%  |
| EUROPA NO UE  | 494     | 567     | 1061  | 4,90%        | 3,80%        | 0,13%  |
| Marruecos     | 1498    | 882     | 2380  | 10,99%       | 2,57%        | 0,30%  |
| ÁFRICA        | 2316    | 1049    | 3365  | 15,54%       | 2,80%        | 0,42%  |
| Argentina     | 229     | 224     | 453   | 2,09%        | 1,77%        | 0,06%  |
| Bolivia       | 242     | 359     | 601   | 2,78%        | 2,72%        | 0,08%  |
| Colombia      | 530     | 872     | 1402  | 6,48%        | 6,72%        | 0,18%  |
| Ecuador       | 892     | 1219    | 2111  | 9,75%        | 9,24%        | 0,26%  |
| Perú          | 61      | 92      | 153   | 0,71%        | 3,38%        | 0,02%  |
| AMÉRICA       | 2645    | 4088    | 6733  | 31,10%       | 4,77%        | 0,84%  |
| China         | 336     | 281     | 617   | 2,85%        | 6,00%        | 0,08%  |
| ASIA          | 523     | 380     | 903   | 4,17%        | 4,91%        | 0,11%  |
| OTROS         | 7       | 7       | 14    | 0,06%        | 4,35%        | 0,00%  |
| TOTAL         | 11398   | 10252   | 21650 | 100%         | 3,52%        | 2,71%  |

## Organización territorial
La provincia, formada por 77 municipios, está conformada administrativamente por 7 mancomunidades y judicialmente en 12 partidos judiciales.

### Municipios
La unidad administrativa básica en la que se divide la provincia son los municipios. Existen 77 en la actualidad. El municipio con más habitantes es la capital provincial. La provincia tiene un enclave dentro de la provincia de Sevilla en el cual se encuentra la localidad de Villar, perteneciente al municipio de Fuente Palmera.
Los municipios de la provincia de Córdoba ordenados por población son los siguientes (de acuerdo al padrón municipal del INE en 2020):
| Nº   | Municipio              | Población |
| 1.ª  | Córdoba (Capital)      | 326 039   |
| 2.ª  | Lucena                 | 42 733    |
| 3.ª  | Puente Genil           | 29 943    |
| 4.ª  | Montilla               | 22 739    |
| 5.ª  | Priego de Córdoba      | 22 367    |
| 6.ª  | Palma del Río          | 20 928    |
| 7.ª  | Cabra                  | 20 347    |
| 8.ª  | Baena                  | 19 045    |
| 9.ª  | Pozoblanco             | 17 204    |
| 10.ª | La Carlota             | 14 079    |
| 11.ª | Aguilar de la Frontera | 13 382    |
| 12.ª | Peñarroya-Pueblonuevo  | 10 561    |
| 13.ª | Rute                   | 9898      |
| 14.ª | Fuente Palmera         | 9766      |
| 15.ª | Fernán-Núñez           | 9651      |
| 16.ª | Montoro                | 9293      |
| 17.ª | Villanueva de Córdoba  | 8671      |
| 18.ª | Almodóvar del Río      | 7932      |
| 19.ª | Castro del Río         | 7767      |
| 20.ª | La Rambla              | 7529      |
| 21.ª | Bujalance              | 7320      |
| 22.ª | Posadas                | 7318      |
| 23.ª | Villa del Río          | 7067      |
| 24.ª | Hinojosa del Duque     | 6707      |
| 25.ª | Nueva Carteya          | 5341      |
| 26.ª | Benamejí               | 4963      |

| Nº   | Municipio               | Población |
| 27.ª | Villafranca de Córdoba  | 4860      |
| 28.ª | Doña Mencía             | 4615      |
| 29.ª | Santaella               | 4614      |
| 30.ª | Fuente Obejuna          | 4501      |
| 31.ª | Hornachuelos            | 4480      |
| 32.ª | Montalbán de Córdoba    | 4 467     |
| 33.ª | El Carpio               | 4363      |
| 34.ª | Iznájar                 | 4134      |
| 35.ª | Adamuz                  | 4137      |
| 36.ª | Montemayor              | 3856      |
| 37.ª | Moriles                 | 3701      |
| 38.ª | Espejo                  | 3289      |
| 39.ª | Belalcázar              | 3235      |
| 40.ª | Villaviciosa de Córdoba | 3200      |
| 41.ª | Luque                   | 2976      |
| 42.ª | Cañete de las Torres    | 2923      |
| 43.ª | Belmez                  | 2921      |
| 44.ª | Pedro Abad              | 2815      |
| 45.ª | El Viso                 | 2517      |
| 46.ª | Espiel                  | 2405      |
| 47.ª | Dos Torres              | 2394      |
| 48.ª | Almedinilla             | 2390      |
| 49.ª | Carcabuey               | 2371      |
| 50.ª | La Victoria             | 2289      |
| 51.ª | Encinas Reales          | 2254      |
| 52.ª | Obejo                   | 2008      |

| Nº   | Municipio                        | Población |
| 53.ª | Monturque                        | 1943      |
| 54.ª | Guadalcázar                      | 1559      |
| 55.ª | Añora                            | 1530      |
| 56.ª | Pedroche                         | 1482      |
| 57.ª | Cardeña                          | 1471      |
| 58.ª | Alcaracejos                      | 1470      |
| 59.ª | Palenciana                       | 1465      |
| 60.ª | Villanueva del Duque             | 1448      |
| 61.ª | La Guijarrosa                    | 1379      |
| 62.ª | Fuente Carreteros                | 1148      |
| 63.ª | Valenzuela                       | 1118      |
| 64.ª | Villaralto                       | 1118      |
| 65.ª | Torrecampo                       | 1040      |
| 66.ª | Villanueva del Rey               | 1015      |
| 67.ª | San Sebastián de los Ballesteros | 804       |
| 68.ª | Santa Eufemia                    | 743       |
| 69.ª | Fuente-Tójar                     | 666       |
| 70.ª | Los Blázquez                     | 664       |
| 71.ª | Zuheros                          | 635       |
| 72.ª | Villaharta                       | 621       |
| 73.ª | La Granjuela                     | 439       |
| 74.ª | Conquista                        | 366       |
| 75.ª | Valsequillo                      | 348       |
| 76.ª | El Guijo                         | 352       |
| 77.ª | Fuente la Lancha                 | 342       |

### Mancomunidades
| Mancomunidad                        | Extensión  | Población    | Densidad      | Municipios | Mapa comarcal |
| ----------------------------------- | ---------- | ------------ | ------------- | ---------- | ------------- |
| Alto Guadalquivir                   | 1299 km²   | 44 127 hab.  | 33,9 hab/km²  | 8          |               |
| Campiña Este - Guadajoz             | 725 km²    | 39 260 hab.  | 54,1 hab/km²  | 5          |               |
| Campiña Sur Cordobesa               | 1101,8 km² | 104 062 hab. | 94,4 hab/km²  | 11         |               |
| Subbética                           | 1597 km²   | 123 651 hab. | 77,48 hab/km² | 14         |               |
| Los Pedroches                       | 3612 km²   | 56 435 hab.  | 15,6 hab/km²  | 17         |               |
| Valle del Guadiato                  | 2493 km²   | 32 118 hab.  | 12,88 hab/km² | 11         |               |
| Valle Medio del Guadalquivir (Vega) | 1691 km²   | 65 554 hab.  | 38,76 hab/km² | 8          |               |

### Partidos judiciales
En la provincia existen 12 partidos judiciales:
| Partido judicial                          | Municipios que comprende |
| ----------------------------------------- | --- |
| Partido judicial de Aguilar               | Aguilar de la Frontera, Monturque y Moriles. |
| Partido judicial de Baena                 | Baena, Luque y Valenzuela. |
| Partido judicial de Cabra                 | Cabra, Doña Mencía, Nueva Carteya y Zuheros. |
| Partido judicial de Córdoba               | Castro del Río, Córdoba, Espejo, Obejo, Villaharta y Villaviciosa de Córdoba.                                                                                            |
| Partido judicial de Lucena                | Benamejí, Encinas Reales, Iznájar, Lucena, Palenciana y Rute. |
| Partido judicial de Montilla              | Fernán-Núñez, La Guijarrosa, Montalbán de Córdoba, Montemayor, Montilla, La Rambla, San Sebastián de los Ballesteros, La Victoria y Santaella.                           |
| Partido judicial de Montoro               | Adamuz, Bujalance, Cañete de las Torres, Cardeña, El Carpio, Montoro, Pedro Abad, Villa del Río y Villafranca de Córdoba.                                                |
| Partido judicial de Peñarroya-Pueblonuevo | Belalcázar, Belmez, Los Blázquez, Espiel, Fuente la Lancha, Fuente Obejuna, La Granjuela, Hinojosa del Duque, Peñarroya-Pueblonuevo, Valsequillo y Villanueva del Rey.   |
| Partido judicial de Posadas               | Almodóvar del Río, La Carlota, Fuente Carreteros, Fuente Palmera, Guadalcázar, Hornachuelos, Palma del Río y Posadas.                                                    |
| Partido judicial de Pozoblanco            | Alcaracejos, Añora, Conquista, Dos Torres, El Guijo, Pedroche, Pozoblanco, Santa Eufemia, Torrecampo, Villanueva de Córdoba, Villanueva del Duque, Villaralto y El Viso. |
| Partido judicial de Priego de Córdoba     | Almedinilla, Carcabuey, Fuente-Tójar y Priego de Córdoba. |
| Partido judicial de Puente Genil          | Puente Genil. |

## Símbolos

### Escudo
En campo de plata un león rampante de gules (rojo o púrpura de la corona de león) ya que Córdoba fue conquistada por Fernando III con soldados de la corona de León. Bordura componada con las armas reales de las coronas de León y de Castilla. Al timbre, corona real cerrada. La boca del escudo será la del español moderno, es decir: cuadrilongo y redondeado por su base, con 6 unidades de alto (del eje a la punta) por cada 5 unidades de ancho (del flanco diestro al flanco siniestro).

### Bandera
Paño rectangular vez y media más largo, del asta al batiente, que ancho; de color morado. Centrado el escudo de la provincia de Córdoba con su correspondiente timbre, siendo las dimensiones del escudo, desde la corona del timbre a la punta, ½ del ancho total de la bandera, y el resto de proporciones en concordancia.

### Logotipo

Logotipo de la Diputación

El logotipo está constituido por un símbolo que representa la figura sintetizada de un león rampante de color amarillo (Pantone 117), que se alza frente a una masa de color roja (Pantone 485), que en su parte derecha, por su forma, dibuja la inicial de la palabra Córdoba, unido a la leyenda Diputación de Córdoba con la tipografía Trade Gothic Bold 2 para la palabra «Diputación» y Trade Gothic Light para «de Córdoba», ambas de color negro.

## Educación

### Universidad de Córdoba
La Universidad de Córdoba fue fundada como tal en 1972, aunque cuenta con dos siglos de historia que avalan una trayectoria que hunde sus raíces en la Universidad Libre, la cual funcionó en la provincia a finales del siglo XIX y cuenta con estudios centenarios como los de la Facultad de Veterinaria, únicos en Andalucía.
Su juventud y sus dimensiones medias -la UCO tiene 21 000 alumnos, algo más de 1200 profesores y 700 trabajadores- la han dotado del dinamismo necesario para ir adaptándose y entrar en el siglo XXI como una universidad de alta calidad docente y probada solvencia científica.
Los estudios de la Universidad de Córdoba van desde las Humanidades y las Ciencias Jurídico-Sociales a las Ciencias de la Salud y las carreras científico-técnicas, tres áreas que se corresponden con su estructuración en tres grandes campus: el Jurídico social, integrado en el centro urbano; el de la Salud, al oeste de la capital, y el Agroalimentario, Científico y Técnico de Rabanales, en el área este. Además, la UCO cuenta con la Escuela Politécnica de Belmez, situada a sesenta kilómetros de la capital cordobesa.